# Frihedsstøtten
Frihedsstøtten på Vesterbrogade ved Københavns Hovedbanegård er en 20 meter høj obelisk rejst uden for Københavns volde til minde om stavnsbåndets ophævelse ved landboreformerne fra 1788. Grundstenen nedlagdes af kronprins Frederik (senere Frederik VI) 31. juli 1792, og monumentet stod færdigt i september 1797. Det står i dag på omtrent samme sted. De fire statuer, der står rundt om obelisken, symboliserer troskab, bondeflid, tapperhed og borgerdyd. På støtten står en inskription, forfattet af Thomas Thaarup: Et retfærdigt styre, der giver borgeren frihed, kan forvente at borgeren vil være tro mod sit fædreland, arbejde til gavn for medborgeren, være ansporet til flid, en flid, der vil give landet velstand, og at borgeren er villig til at forsvare sit fædreland.
På støtten står på østsiden:
| Citat | Kongen kiendte at Borgerfriehed bestemt ved retfærdig Lov giver Kierlighed til Fædreland mod til dets Værn lyst til Kundskab Attraae til Flid Haab om Held | Citat |
|       | |       |

På vestsiden:
| Citat | Kongen bød Stavnsbaandet skal ophøre Landboe Lovene gives Orden og Kraft at den frie Bonde kan vorde kiek og oplyst flittig og god hæderlig Borger lykkelig | Citat |
|       | |       |

Arkitekten og maleren Nikolaj Abildgaard har tegnet støtten, Johannes Wiedewelt har udført statuen Troskab og medaljonen Retfærdighedens Genius. Nicolai Dajon har udført statuerne Borgerdyd og Tapperhed. Andreas Weidenhaupt har udført medaljonen Trældom afskaffes og figuren Agerdyrkningsfliden.
Frihedsstøtten blev renoveret første gang i 1850-1851. I forbindelse med byggeriet af Hovedbanegården og Boulevardbanen blev monumentet i 1909-10 nedtaget og genopført 5,3 m øst for sin oprindelige placering i en kopi udført af billedhuggeren Jens Lund i 1911. I 1999 blev monumentet genindviet efter en gennemgribende renovering, der blev iværksat efter en indsamling i anledning af 200-året for stavnsbåndets ophævelse. Her blev obelisken med relieffer og de fire statuer erstattet af nøjagtige kopier. Obelisken er af Nexøsandsten (sv).
De to nærliggende gader, Bernstorffsgade og Reventlowsgade, der løber på hver side af Hovedbanegården, samt Colbjørnsensgade, der løber en karré vest herfor, er navngivet efter Andreas Peter Bernstorff, Christian Ditlev Frederik Reventlow og Christian Colbjørnsen, der var hovedkræfterne bag stavnsbåndets ophævelse.